# Upside Down/Free Style
「Upside Down/Free Style」（アップサイド ダウン / フリー スタイル）は、久保田利伸の39枚目のシングル。2014年6月18日にSME Recordsから発売された。

## 概要
前作「Bring me up!」から1年1ヶ月ぶり、「ZA-KU-ZA-KU Digame/SUNshine, MOONlight」以来、実に約20年ぶりの両A面シングル。それぞれタイアップ曲となっている。アコースティック・ツアー映像を収録したDVD付の初回限定盤と通常盤の2形態で発売。

## 収録曲
全曲　作詞・作曲：久保田利伸 
1. Upside Down
  - 編曲：柿崎洋一郎
  - フォルクスワーゲン「up!」TV-CMソング
2. Free Style
  - 編曲：久保田利伸・森大輔
  - 日本コカ・コーラ「シュウェップス」CMソング
3. Upside Down （Instrumental）
4. Free Style （Instrumental）

### 初回限定盤DVD
Acoustic Tour「☆in the Universe☆」チラ見映像 for 25min（2013/9/8@大阪舞洲野外特設会場）
1. やつらの足音のバラード
2. 君は なにを 見てる
3. LA・LA・LA LOVE SONG
4. MAMA UDONGO 〜まぶたの中に…〜
5. Corcovado (Quiet Nights of Quiet Stars)
6. Smile・ Eyes・ Cry
7. 悲しい色やね
8. You were mine〜Another Star